# Dorcadion glabricolle
Dorcadion glabricolle là một loài bọ cánh cứng trong họ Cerambycidae.